# Elia Antonio Alberini
Elia Antonio Alberini OCD (* 7. Dezember 1812 in Fusignano; † 8. Mai 1876) war Bischof von Ascoli Piceno. 
Alberini trat der Ordensgemeinschaft der Unbeschuhten Karmeliten bei und empfing am 13. Juni 1835 das Sakrament der Priesterweihe.
Am 16. Juni 1856 wurde er von Papst Pius IX. zum Bischof von Montefeltro ernannt. Die Bischofsweihe spendete ihm der Papst selbst am 6. Juli desselben Jahres.
Pius IX. ernannte Alberini am 23. März 1860 zum Bischof von Ascoli Piceno. Am Ersten Vatikanischen Konzil nahm Alberini als Konzilsvater teil.